# 日本看護用品協会
日本看護用品協会（にほんかんごようひんきょうかい）は、看護用品を扱う業界唯一の団体である。